# Akko rossi
Akko rossi  es una especie de pez de la familia de los Gobiidae en el orden de los Perciformes.

## Morfología
Los machos pueden llegar a alcanzar los 9 cm de longitud total.

## Hábitat
Es un pez marino y de Clima tropical y demersal que vive entre 7 y 10 m de profundidad. 

## Distribución geográfica
Se encuentra en el Pacífico oriental central: el golfo de Fonseca (El Salvador).

## Observaciones
Es inofensivo para los humanos. 